# NGC 3045

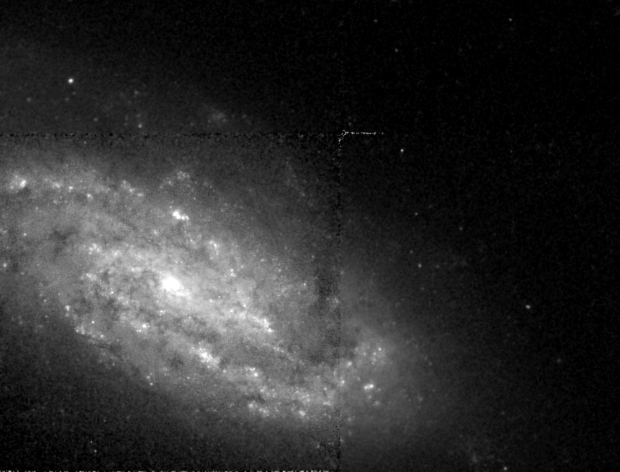
NGC 3045 par le télescope spatial Hubble.

NGC 3045 est une galaxie spirale située dans la constellation de l'Hydre. NGC 3045 a été découverte par l'astronome britannique John Herschel en 1835.

## Caractéristiques
Sa vitesse par rapport au fond diffus cosmologique est de 2 595 ± 25 km/s, ce qui correspond à une distance de Hubble de 38,3 ± 2,7 Mpc (∼125 millions d'al).
À ce jour, une quinzaine de mesures non basées sur le décalage vers le rouge (redshift) donnent une distance de 38,687 ± 5,635 Mpc (∼126 millions d'al), ce qui est à l'intérieur de la distance de Hubble.
La classe de luminosité de NGC 3045 est II et elle présentée une large raie HI. Elle renferme également des régions d'hydrogène ionisé.